# 藤原周光
藤原 周光（ふじわらの ちかみつ）は、平安時代後期の貴族・学者・漢詩人。官位は従五位上・大監物。

## 経歴
藤原北家・良門の子孫である民部丞藤原頼長（保元の乱で敗死した人物と別人物）の子。のちに藤原式家・敦基の養子となる。学者としても官吏としても昇進に伸び悩み、60歳代後半には隠遁生活を送るものの、再び出仕した。（『古今著聞集』巻3）
保元3(1158)年にはすでに80歳という高齢（『古今著聞集』巻3）のため高官に出世した弟子に身をささえられながらではあるものの、内宴に参加する栄誉にあずかる。

## 人物
藤原忠通を中心とする詩壇における枢要として活躍した。自らが編纂したとも伝わる『本朝無題詩』には、最多の105首が残されている。詩作は、生涯を反映するかのような厭世的な作風であり、大宰府から上洛の途次に作ったとされる連作には、当時の社会風俗も描かれている。